# デヘラードゥーン-アナンド・ビハール・ターミナル・ヴァンデ・バーラト急行
デヘラードゥーン-アナンド・ビハール・ターミナル・ヴァンデ・バーラト急行（デヘラードゥーン-アナンド・ビハール・ターミナル・ヴァンデ・バーラトきゅうこう、英語: Dehradun–Anand Vihar Terminal Vande Bharat Express）は、インドの電車急行列車であるヴァンデ・バーラト急行の1つ。2023年から営業運転を開始しており、デヘラードゥーンとデリーの間を結ぶ。

## 概要
2023年5月25日に設定され、5月29日から営業運転を開始した、17番目となるヴァンデ・バーラト急行。デヘラードゥーンのデヘラードゥーン・ターミナル駅とデリーのアナンド・ビハール・ターミナル駅の間、302 kmの区間を4時間45分かけて走行する。使用される車両は8両編成である。運行頻度は週6日で、営業運転開始以降水曜日に運休していたが、2024年6月22日以降は運休する曜日が木曜日に変更される。
利用率は好調で、運行開始直後の2023年6月には105 %を記録している。